# Maike van der Duin
Maike van der Duin, född den 12 september 2001, är en nederländsk tävlingscyklist.
Maike van der Duin har fyra VM-silver i bancykling, tre i scratch och ett i omnium. Vid OS 2024 tog hon brons i madison.